# سمك الطاؤوس
سمك الطاؤوس (الاسم العلمي: Cichla)، جنس أسماك كبيرة من البلطية، هي أسماك المياه العذبة نهارية مفترسة أصيلة في حوضي الأمازون وأورينوكو، وكذلك أنهار غويانا، في أمريكا الجنوبية الاستوائية. يشار إليها أحيانًا باللغة الإنجليزية باسمها البرازيلي tucunaré أو الاسم الأسباني Pavon. على الرغم من الاسم الشائع والتشابه السطحي بينهما، إلا أنهما لا يرتبطان ارتباطًا وثيقًا بالأسماك الأخرى المعروفة باسم القاروص، مثل قاروص أمريكا الشمالية وقاروص ارجموث (Micropterus salmoides).